# Sciaromium lescurii
Sciaromium lescurii là một loài rêu trong họ Echinodiaceae. Loài này được Sull. Broth. mô tả khoa học đầu tiên năm 1908.